# Pere de Rocabertí i Desfar
Pere de Rocabertí i Desfar fou canonge i més tard bisbe de Girona durant el període 1318-1324. Era fill del vescomte de Rocabertí Dalmau VI de Rocabertí i d'Ermessenda Desfar, baronessa de Navata i Calabuig i germà de l'arquebisbe de Tarragona, Guillem de Rocabertí (1309-1315). Està enterrat en una de les capelles laterals de la catedral de Girona en un bell sepulcre decorat amb les armes dels Rocabertí que conserven el color.